# Реттиген, Теренс
Сэр Теренс Мервин Реттиген (англ. Terence Mervyn Rattigan; 10 июня 1911[…], Лондон — 30 ноября 1977[…], Гамильтон, Британские заморские территории) — английский драматург и сценарист, один из самых популярных авторов середины XX века, мастер так называемой «хорошо сделанной пьесы». Лауреат Премии Лоренса Оливье за лучший возобновлённый спектакль («После танцев»).  Его пьесы были посвящены проблемам сексуальных расстройства, неудавшихся отношений, давления и ограничений.

## Биография
Теренс Мервин (второе имя взял сам во взрослом возрасте) Рэттиган родился 10 июня 1911 (по некоторым данным — 9 июня) в Лондоне, Южный Кенсингтон, в семье ирландских протестантов. У него был старший брат, Брайан, они были внуками сэра Уильяма Генри Раттигана, известного юриста из Индии, а затем члена парламента от либеральных юнионистов Северо-Восточного Ланаркшира. Его отец, Фрэнк Раттиган был дипломатом, чьи подвиги включали в себя роман с принцессой Елизаветой Румынской (будущей супругой греческого короля Георга II), в результате которого она сделала аборт (королевский дом Румынии вдохновил Раттигана на пьесу «Спящий принц»).
Учился в Харроу и Оксфордском университете, где вступил в университетское театральное общество. Его пьеса «Первый эпизод» (First Episode), написанная совместно с Ф. Хейманом, была поставлена профессиональным театром в 1933, но осталась почти не замеченной критиками.
Первый успех пришёл в 1936 году с постановкой фарсовой комедии «Французский без слёз» (French Without Tears), выдержавшей более 1000 представлений. За ней последовали «Огни на старте» (Flare Path, 1942), «Пока сияет солнце» (While the Sun Shines, 1943), «Любовь в праздности» (Love in Idleness, 1944; в США шла под названием «О, моя жёнушка» — O Mistress Mine). В США пьесы Рэттигана подолгу не сходили со сцены. «Сын Уинслоу» (The Winslow Boy, 1946), трогательная драма об отце, пытающемся вернуть сыну доброе имя, получила премию нью-йоркских театральных критиков в 1947.
Среди исполнителей ролей в пьесах Реттигена — Дж. Гилгуд (и соавтор; «Вариация на тему», 1958, Театр «Глоб»), П. Скофилд (Александр Великий — «Приключенческая история»), П. Эшкрофт и К. Мор («Глубокое синее море»), А. Гиннесс (полковник Лоуренс — «Росс»).
Раттиган умер в Гамильтоне, на Бермудских островах, от рака кости в 1977 году в возрасте 66 лет. Его кремированные останки покоятся в семейном хранилище на Кенсальском зелёном кладбище.

## Пьесы
- 1933 — «Первый эпизод» (First Episode, wuth Philip Heimann)
- 1936 — «Французский без слез» (French Without Tears)
- 1938 — «Следуй за моим лидером» (Follow My Leader, with Anthony Maurice)
- 1939 — «После танцев» (After the Dance)
- 1941 — «Вспышка сигнальной ракеты» (Flare Path)
- 1943 — «Пока светит солнце» (While the Sun Shines)
- 1944 — «Праздная любовь» (Love in Idleness)
- 1946 — «Сын Уинслоу» (The Winslow Boy, Театр «Лирик»)
- 1948 — «Версия Браунинга» (The Browning Version)
- 1952 — «Глубокое синее море» (The Deep Blue Sea)
- 1953 — «Спящий принц» (The Sleeping Prince)
- 1960 — «Росс» (Ross)
- 1970 — «Завещание нации» (Bequest to the Nation)
- 1975 — «Громкое судебное дело» (Cause Célèbre)

## Сценарии
- 1940 «Французский без слёз»
- 1944 «Английский без слёз»
- 1945 «Путь к звездам»
- 1945 «Совместное путешествие»
- 1947 «Брайтонский леденец» по роману Г. Грина
- 1948 «Бонд-стрит» по рассказам Сомерсета Моэма
- 1948 «Сын Уинслоу» Т. Асквита
- 1951 «Версия Браунинга»
- 1954 «Глубокое синее море»
- 1957 «Принц и танцовщица» по пьесе «Спящий принц»
- 1958 «За отдельными столиками»
- 1962 «Ничего, кроме правды» (Rien que la vérité, ТВ, Франция, реж. К. Лурсэ)
- 1963 «Очень важные персоны»
- 1964 «Жёлтый ролл-ройс»
- 1969 «Прощайте, мистер Чипс»
- 1973 «Наследие нации»
- 1982 «За отдельными столиками»
- 1985 «Версия Браунинга» (TV)
- 1987 «Знаменитый судебный процесс» (TV)
- 1994 «Версия Браунинга» М. Фиггиса
- 1999 «Сын Уинслоу» Д. Мэмета
- 2011 «Глубокое синее море» Т. Дэвиса
- 2016 «Глубокое синее море» (видеоверсия спектакля К. Крэкнелл в NT)